# 三浦宏規
三浦 宏規（みうら ひろき、1999年3月24日 - ）は、日本の俳優、ダンサー。
ウィルビー・インターナショナル所属。

## 来歴
三重県桑名市出身。5歳の時に熊川哲也のDVDを見てクラシックバレエを始め、数々のバレエコンクールで入賞を果たす。
中学時代までは東海地方で活動していたが、演出家で振付家の上田遙に見出され、中学卒業後に上田が主宰する煌ダンスカンパニーに所属。同時に東京の高校へ進学し、以後は東京を活動拠点とする。
2015年に出演した舞台『恋するブロードウェイ♪』でミュージカル作品に進出し、2016年にミュージカル『テニスの王子様3rdシーズン』の跡部景吾役で注目を集める。
2017年10月24日、オフィシャルファンクラブ「White＆Black」を設立。
2017年11月から上演されたミュージカル『刀剣乱舞』で髭切役を演じて人気を博し、2018年12月には『刀剣乱舞』の髭切役として『第69回NHK紅白歌合戦』に出演した。
2019年4月、ミュージカル『レ・ミゼラブル』のマリウス役に史上最年少で抜擢され、初めて帝国劇場の舞台に立つ。同年7月の『FNSうたの夏まつり』で劇中歌を披露し、2021年の公演でも再びマリウス役を演じた。

## 人物
趣味は野球（観戦含む）、花、植栽（生花など）、ショッピング。読売ジャイアンツのファンクラブに入会しており、ジャイアンツの試合は毎年すべて観戦している。
特技はバレエ。バレエ経験を考慮されてか、舞台『千と千尋の神隠し』のオーディションでは演出のジョン・ケアードからダンスの振付を自ら考案するよう要求された。
兄弟はおらず一人っ子である。母親が音楽業界に携わっており、バレエを始める以前には母親からピアノを教わっていた時期もあった。

## 受賞歴

### バレエ
- 第21回全国バレエコンクール in Nagoya（2011年）
男子ジュニアA部門 東海テレビ放送賞
- 第22回全国バレエコンクール in Nagoya（2012年）
男子ジュニアA部門 第1位
- 第18回NBA全国バレエコンクール（2015年）[15]
コンテンポラリー部門 第3位の2

### 舞台
- 第49回菊田一夫演劇賞（『のだめカンタービレ』『赤と黒』『千と千尋の神隠し』）[16]

## 出演

### 舞台
- 煌 project vol.0『上田遥30周年記念特別公演』（2013年9月13日 - 14日、かめありリリオホール）
- ENTERTAINMENT DANCE ART SHOW『BLUE WHITE』（2014年1月15日 - 19日、青山円形劇場）
- 煌 project vol.1『Miracle Wave』（2014年2月20日 - 21日、かめありリリオホール）
- オペラ『鹿鳴館』（2014年6月、新国立劇場）
- 日本・中国の伝統文化交流会『結 YUI』（2014年8月）
- Dramatic・super・dance・theater『サロメ』（2014年9月5日 - 7日、シアター1010）- 少年 役[17]
- ハムレットの物語（2014年11月8日 - 9日、かめありリリオホール）- ハムレット 役[18]
- Rock Ballet『義経』 - 源義経 役
  - Rock Ballet『義経』（2015年3月6日 - 8日、六行会ホール）[19]
  - Rock Ballet『義経』〜命果つるまで、疾風怒濤編〜（2015年9月11日 - 13日、六行会ホール）[20]
- 東京ワンピースタワー ONE PIECE LIVE ATTRACTION（2015年3月13日 - 2016年4月10日、東京タワー フットタウン内） - モンキー・D・ルフィ 役[21][22]
- 恋するブロードウェイ♪
  - 恋するブロードウェイ♪vol.4（2015年5月28日 - 6月3日、博品館劇場 他）[23]
  - 恋するブロードウェイ♪〜It’s festival!〜（2016年10月14日 - 16日、恵比寿 ザ・ガーデンホール）[24]
  - 恋するブロードウェイ♪vol.6（2019年10月31日 - 11月3日、恵比寿 ザ・ガーデンホール）[25]
- 『DANCE SYMPHONY』最終楽章〜THE DANCERS〜（2015年10月28日 - 11月2日、東京芸術劇場 他）
- ミュージカル 「Dance with Devils」（2016年3月3日 - 13日、AiiA 2.5 Theater Tokyo）- 立華リツカ表現 役[26]
- ミュージカル『テニスの王子様』3rdシーズン（2016年 - 2020年）- 跡部景吾 役[27]
  - 青学vs氷帝（2016年7月14日 - 9月25日、TOKYO DOME CITY HALL 他）[28]
  - 青学vs六角（2016年12月22日 - 2017年2月12日、TOKYO DOME CITY HALL 他）[29]
  - TEAM Live HYŌTEI（2017年4月12日 - 16日、19日 - 23日、TOKYO DOME CITY HALL 他）[30]
  - Dream Live 2017（2017年5月26日 - 28日、横浜アリーナ）[31]
  - 全国大会 青学vs氷帝（2018年7月12日 - 9月24日、TOKYO DOME CITY HALL 他）[32]
  - 秋の大運動会 2019（2019年10月8日 - 9日、横浜アリーナ）[33]
  - 全国大会 青学vs立海 後篇（2019年12月19日 - 2020年2月16日、TOKYO DOME CITY HALL 他）[34]
- ミュージカライブ『アンプラネット -ボクの名は-』（2017年6月12日・15日・17日、紀伊國屋ホール） - 日替わりゲスト出演[35]
- ライブ・インパクト「進撃の巨人」（2017年7月28日 - 9月3日、舞浜アンフィシアター）- エレン・イェーガー 役 ※公演中止[36]
- 幽劇（2017年8月17日 - 23日・9月1日 - 3日、日本青年館ホール 他） - セイジ 役[37]
- ミュージカル『刀剣乱舞』 - 髭切 役[38]
  - 〜つはものどもがゆめのあと〜（2017年11月4日 - 19日・2018年1月6日 - 30日、TOKYO DOME CITY HALL 他）[38][39]
  - 〜真剣乱舞祭2017〜（2017年12月8日 - 24日、日本武道館 他）[38][39]
  - 日本ユニシスPresents「ミュージカル『刀剣乱舞』×読売ジャイアンツ」コラボナイター（2018年9月11日、東京ドーム）[40]
  - 〜真剣乱舞祭2018〜（2018年11月24日 - 12月16日、幕張メッセ国際展示場ホール 他）[41]
  - 髭切膝丸 双騎出陣2019 ～SOGA～（2019年7月4日 - 14日、品川プリンスホテル ステラボール）[42][43]
  - 刀剣乱舞 大演練（2020年8月11日、東京ドーム）※公演中止[44]
  - 髭切膝丸 双騎出陣2020 ～SOGA～（2020年8月29日 - 10月11日、舞浜アンフィシアター 他）※9月27日 - 30日の千葉公演が中止[45][46]
- Nostalgic Wonderland♪
  - Nostalgic Wonderland♪ 〜song & dance show〜（2018年2月16日 - 18日、恵比寿 ザ・ガーデンホール）[47]
  - Nostalgic Wonderland♪ 〜song & dance show 2019〜（2019年1月11日 - 20日、恵比寿 ザ・ガーデンホール 他）[48]
  - Nostalgic Wonderland♪～song & dance show～ 2020（2020年8月5日 - 10日、恵比寿 ザ・ガーデンホール）[49]
- ミュージカル「陰陽師」〜平安絵巻〜（2018年3月9日 - 4月22日、日本青年館ホール 他）- 源博雅 役[50][51]
- 恋を読む「ぼくは明日、昨日のきみとデートする」（2018年8月28日、オルタナティブシアター）[52]
- ミュージカル『レ・ミゼラブル』（2019年4月 - 9月、帝国劇場 他）- マリウス 役[53][54]
  - ミュージカル『レ・ミゼラブル』（2021年5月21日 - 10月4日、帝国劇場 他）- マリウス 役 ※8月22日から28日の福岡公演、大阪公演の全日程が中止[55][56][57]
  - ミュージカル『レ・ミゼラブル 』（2024年12月16日 - 2025年5月26日、帝国劇場 他）[58]
- 岡幸二郎デビュー30周年記念 ミュージカル・ガラ・コンサート（2019年10月27日、Bunkamuraオーチャードホール）- スペシャルゲスト[59]
- 『リトル・ショップ・オブ・ホラーズ』（2020年3月13日 - 4月27日、日比谷・シアタークリエ 他）- シーモア 役（Wキャスト）※3月13日 - 18日・3月28日 - 4月1日の東京公演、4月11日以降の全国ツアー中止[60]
  - 『リトル・ショップ・オブ・ホラーズ』（2021年8月26日 - 9月11日、日比谷・シアタークリエ）- シーモア 役（Wキャスト）[61]
- ミュージカル『ヘアスプレー』（2020年6月14日 - 7月13日、東京建物 Brillia HALL 他）- リンク役 ※公演中止[62]
  - ミュージカル『ヘアスプレー』（2022年9月 - 11月、東京建物 Brillia HALLほか） - リンク 役[63]
- STAGE GATE VRシアターvol.1『Defiled-ディファイルド-』（2020年7月7日・11日・13日、DDD青山クロスシアター） - ハリー・メンデルソン 役[64][65]
- Oh My Diner - プリンス 役
  - Oh My Diner（2020年11月7日 - 15日、品川プリンスホテル ステラボール）[66]
  - Oh My Diner ～踊るぶんぶん狂想曲～（2022年7月31日、品川プリンスホテル ステラボール）[67]
- ミュージカル『モンティ・パイソンのSPAMALOT』（2021年1月18日- 2月28日、東京建物 Brillia HALL 他） - ガラハッド卿 役[68]
- ミュージカル『GREASE』（2021年10月30日 - 12月19日、シアタークリエ 他） - ダニー 役[69]
- 舞台『千と千尋の神隠しSpirited Away』（2022年2月28日 - 7月4日、帝国劇場 ほか、2024年4月7日 - 8月24日、御園座 ほか[70][71]） - ハク 役[72][73]
- 舞台『キングダム』（2023年2月5日 - 27日、帝国劇場 / 3月12日 - 19日、梅田芸術劇場 メインホール / 4月2日 - 27日、博多座 / 5月6日 - 11日、札幌文化芸術劇場hitaru） - 信 役（Wキャスト）[74]
- Why don't you SWING BY? (2023年7月21日 - 7月31日、恵比寿ザ・ガーデンホール)
- ミュージカル『のだめカンタービレ』（2023年10月3日 - 11月4日、シアタークリエ 他） - 千秋真一 役[75]
- フレンチロックミュージカル『赤と黒』（2023年12月8日 - 12月27日、東京芸術劇場プレイハウス / 2024年1月3日 - 1月9日、梅田芸術劇場シアター・ドラマシティ）
- メディア / イアソン（2024年3月12日 - 31日、世田谷パブリックシアター / 4月4日 - 6日、兵庫県立芸術文化センター 阪急中ホール）[76][77]
- ミュージカル『ナビレラ』（2024年5月18日 - 6月8日、シアタークリエ） - イ・チェロク 役[78][79]
- BOLERO -最終章-（2024年7月18日 - 25日、有楽町よみうりホール / 7月30日 - 31日、SkyシアターMBS）[80][81]
- ミュージカル『ジェイミー』（2025年7月、東京建物 Brillia HALL / 8月、大阪新歌舞伎座 / 8月、愛知県芸術劇場 大ホール） - ジェイミー・ニュー 役[82]
- 『デスノート THE MUSICAL』（2025年11月24日 - 2026年1月25日〈予定〉、東京建物 Brillia HALL 他） - L 役[83][84]

### コンサート
- カウントダウン ミュージカルコンサート 2023-2024（2023年12月31日、東京国際フォーラム ホールA）[85]
- 三浦宏規 単独ライブ Hiroki Miura “My First” （2023年6月29日 - 7月3日、恵比寿ザ・ガーデンホール）
- 三浦宏規 単独ライブ Hiroki Miura "My Moment My Day"(2024年8月8日 - 9日、LINE CUBE SHIBUYA）
- CONCERT『THE BEST New HISTORY COMING』（2025年2月14日 - 28日、帝国劇場）[86]
- ミュージカル『のだめカンタービレ』シンフォニックコンサート！（2025年9月6日・7日〈予定〉、Taipei Music Center / 9月13日 - 15日〈予定〉、東京ガーデンシアター）[87]
- 〜松本 隆 作詞活動55周年記念 オフィシャル・プロジェクト〜 風街ぽえてぃっく2025 第一夜：風編（2025年9月19日〈予定〉、東京国際フォーラム ホールA）[88]
- カウントダウンミュージカルコンサート2025→26（2025年12月31日〈予定〉、東京国際フォーラム ホールA）

### 情報・バラエティ番組
- とってもワクドキ!（2014年7月11日、三重テレビ）
- 2.5次元男子推しTV シーズン4第5回（2020年5月22日、WOWOW）
- ミュージカル『刀剣乱舞』 - 髭切 役
  - 日本博特別公演「日本の音と声と舞」（2020年6月20日、BS日テレ）
  - 日本博特別公演「日本の音と声と舞」（2020年7月19日、NHK総合テレビ）

### 音楽番組
- ミュージカル『刀剣乱舞』 - 髭切 役
  - NHK WORLD-JAPAN presents「SONGS OF TOKYO」（2018年11月、NHK）
  - 第69回NHK紅白歌合戦（2018年12月31日、NHK総合テレビ）
  - CDTVスペシャル!年越しプレミアムライブ 2018→2019（2019年1月1日、TBSテレビ）
- ミュージカル『レ・ミゼラブル』 - マリウス 役
  - FNSうたの夏まつり（2019年7月24日、フジテレビ） - 『レ・ミゼラブル』カンパニー
- ミュージカル『ヘアスプレー』 - リンク 役
  - 2019FNS歌謡祭 第1夜（2019年12月4日、フジテレビ） - ミュージカル『ヘアスプレー』

### ラジオ
- ラジオドラマ『ふるさとの音は風にのって』（2022年11月20日、ニッポン放送） - 響太 役[89]
- 三浦宏規 MAKE RADIO（2024年4月5日 - 26日，TOKYO FM / 5月3日 - 、AuDee ）

### ネット配信
- 「DANCE SYMPHONY」最終楽章 〜THE DANCERS〜 直前ニコ生SP（2015年10月25日、ニコニコ生放送）
- 佐伯大地のダイチ呑み 第7回（2017年12月26日、ニコニコ生放送） ‐ ゲスト出演
- 黒羽麻璃央の僕ん家おいでよ 第8回（2018年9年15日、ニコニコ生放送） ‐ ゲスト出演
- 相葉裕樹の夜ふかし。（2019年4月25日、ニコニコ生放送） ‐ ゲスト出演
- 「シアターコンプレックス」クラウドファンディング応援トークライブ第5回（2020年5月5日、シアターコンプレックス） ‐ ゲスト出演
- 刀剣乱舞 大演練 〜控えの間〜（2020年8月11日、DMM.com）[90]
- ミュージカル『テニスの王子様』Dream Stream前夜祭（2020年11月14日、SUPERLIVE by OPENREC）[91]
- ミュージカル『テニスの王子様』Dream Stream（2020年11月15日 - 21日、SUPERLIVE by OPENREC） - 跡部景吾 役[92]

### イベント
- 三浦宏規サポーターズクラブ TALK LIVE in KUWANA（2014年7月13日）
- Dramatic・super・dance・theater『サロメ』アフタートークショー（2014年9月6日）
- 2.5次元フェス（仮）（2016年12月4日、幕張メッセ 11ホール）[93]
- ミュージカル『テニスの王子様』3rdシーズン Thank-you Festival 2020（2020年2月29日、カルッツかわさき ホール）[94][95]
- ACTORS☆LEAGUE in Baseball 2022（2022年8月22日、東京ドーム） - ゲスト解説者[12]
- I'M A SHOW OPENING SPECIAL SERIES『三浦宏規×内海啓貴 BFF LIVE 〜Summer Xmas〜』（2022年12月3日・4日、music&theater I'M A SHOW TOKYO, YURAKUCHO）
- COCOON PRODUCTION 2023「シブヤデマタアイマショウ」ゲスト出演（2023年3月30日 18：30の回、Bunkamuraシアターコクーン）
- ACTORS☆LEAGUE in Games 2023（2023年6月19日、日本武道館）
- 芳雄のミュー・オン・ステージ 2024（2024年10月16日、江東区江東公会堂 大ホール）[96]

## ディスコグラフィ
| 発売日         | 商品名                                                             | 歌 | 楽曲                                      | 備考 |
| -------------- | ------------------------------------------------------------------ | --- | ----------------------------------------- | ---- |
| 2021年2月24日  | Disney 声の王子様 Voice Stars Dream Selection III                  | 三浦宏規 | 「スピーチレス～心の声」                  |      |
| 2021年2月24日  | Disney 声の王子様 Voice Stars Dream Selection III                  | 伊東健人、植田圭輔、浦田わたる、太田基裕、岡宮来夢、木村良平、島﨑信長、仲田博喜、仲村宗悟、三浦宏規、森久保祥太郎、加藤和樹、浪川大輔 | 「小さな世界」 「ミッキーマウス・マーチ」 |      |
| 2021年2月24日  | Disney 声の王子様 Voice Stars Dream Selection III アニメイト特典CD | 三浦宏規 | 「小さな世界」                            |      |
| 2021年11月19日 | Disney 声の王子様 Voice Stars Dream Live 2021 特典DISC3            | 植田圭輔、三浦宏規 | 「美女と野獣」                            |      |
| 2021年11月19日 | Disney 声の王子様 Voice Stars Dream Live 2021 特典DISC3            | 伊東健人、三浦宏規 | 「美女と野獣」                            |      |
| 2021年11月19日 | Disney 声の王子様 Voice Stars Dream Live 2021 特典DISC3            | 伊東健人、植田圭輔、浦田わたる、太田基裕、岡宮来夢、木村良平、島﨑信長、仲田博喜、仲村宗悟、三浦宏規、森久保祥太郎                     | 「フィール・ザ・ラブ」                    |      |
| 2021年11月19日 | Disney 声の王子様 Voice Stars Dream Live 2021 アニメイト特典CD     | 三浦宏規 | 「ミッキーマウス・マーチ」                |      |